# اندیس قائم آباد با گلدار ۲
قائم آباد با گلدار۲ یک اندیس فلزی است که در حوالی شهر سر چاه شور استان خراسان قرار دارد و مادهٔ معدنی موجود در آن، مس است.سنگ میزبان این اندیس آندزیت، بازالت، توف است و دیرینگی آن به دوران ائو میانی می‌رسد. در این اندیس، پاراژنز‌های پیریت، مالاکیت، هماتیت یافت می‌شوند.